# Delta (программное обеспечение)

Интерфейс программы

Delta (укр. Дельта) — украинская система информационной поддержки решений и ситуационной осведомленности на поле боя. Начала использоваться армией Украины в 2018 году, во время войны на Донбассе.
Доступом к программе обладают действующие военные, прошедшие верификацию. Вход осуществляется через Интернет посредством авторизации и двухфакторной аутентификации на специальном сайте. Авторизованные пользователи могут просматривать и вносить данные об известных вражеских позициях, замеченных вражеских летательных объектах, наземной технике и прочего.

## Описание
Программа создана для улучшения скоординированности действий различных подразделений армии Украины. Разработка началась в 2017 году, автором является одно из подразделений Министерства обороны Украины. Активно начала внедряться армией Украины в 2018 году, во время проведения антитеррористической операции на востоке Украины.
Согласно информации, приведённой в программе, имеет интеграцию с различными внешними системами разведки, такими как спутники, радары, различные сенсоры и камеры, а также чат-бот в Телеграме «е-Ворог». Каждый солдат может внести свои данные на общую карту, а также просматривать данные, внесённые другими военными или службами разведки. Каждому пользователю присваивается свой уровень допуска, отвечающий его боевым заданиям и званию.
Дельта также обладает своим собственным защищённым мессенджером «Element» для взаимодействия между бойцами разных подразделений.
Активно используется множеством военных формирований ВСУ во время вторжения России в Украину.
С 4 февраля 2023 года официально принята на вооружение ВСУ решением кабинета министров Украины.